# Europastraße 22
Die Europastraße 22 (Abkürzung: E 22) ist eine Europastraße, die sich in West-Ost-Richtung insbesondere durch Nord- und Osteuropa erstreckt. Sie beginnt in Holyhead in Wales und endet in Ischim in Russland und ist damit eine der längsten Europastraßen. Viele Europastraßen wurden nach dem Jahr 2000 nach Asien verlängert. Für die E 22 geschah dies am 24. Juni 2002.

## Streckenverlauf

### Vereinigtes Königreich
Holyhead – A55 – A494 road – M56 – Warrington – M62 – Manchester – M62 – Leeds – M62 – Doncaster – M180 – A180 – A160 Immingham – Nordsee (keine Fährverbindung)

### Niederlande
Nordsee (keine Fährverbindung) – Amsterdam – A10 – A8 – Zaandam – A7 – Groningen – A7 – Reiderland (Nieuweschans)

### Deutschland
A 280 – Autobahndreieck Bunde – A 31 – Autobahndreieck Leer – A 28 – Autobahndreieck Oldenburg-West – A 28 – Autobahndreieck Stuhr – A 1 – Bremen – A 1 – Hamburg – A 1 – Autobahnkreuz Lübeck – A 20 – Rostock – A 20 – B 96 – Stralsund – B 96 – Sassnitz – Fährverbindung Königslinie (A 1)

### Schweden
Fährverbindung Königslinie (A 1) – Trelleborg – Malmö – Kalmar – Norrköping – Ostsee (Keine Fährverbindung)
In Schweden werden Europastraßen als solche ausgewiesen, ohne landeseigene Bezeichnungen dafür zu haben. Somit heißt die Straße in Schweden ebenfalls E 22.

### Lettland
Ostsee (keine Fährverbindung) – Ventspils – A10 – Riga – A6 bzw. Neubaustrecke P80 – Jēkabpils – A12 – Rēzekne – A12 – Zilupe

### Russland
Sassitino – M9 – Welikije Luki – M9 – Moskau – M7 – Wladimir – M7 – Nischni Nowgorod – M7 – Kasan – M12 – Jelabuga – R243 – Igra – R243 – Perm – R243 (Übergang nach Asien) – Atschit – M12 – Jekaterinburg – M12 – Tjumen – R402 – Ischim
Ab Moskau folgt die E 22 streckenweise dem Verlauf der Transsibirischen Eisenbahn.